# Coppa Sila
La Coppa Sila è un evento sportivo automobilistico annuale che si svolge sulla catena montuosa della Sila nei pressi di Monte Scuro, in provincia di Cosenza. La competizione è valevole per il Campionato Italiano Velocità Montagna.

## Storia
L'ideatore della competizione è il professore Giuseppe Catalani, il quale la inaugurò nel 1924 per raccogliere dei fondi da destinare in beneficenza; in quello stesso anno si tenne la prima edizione, nella quale gareggiarono dieci concorrenti su un percorso di 144 km.
Sin dalla prima edizione viene consegnato un premio ulteriore al pilota con il miglior tempo in salita.